# 白马寺缅甸风格佛殿

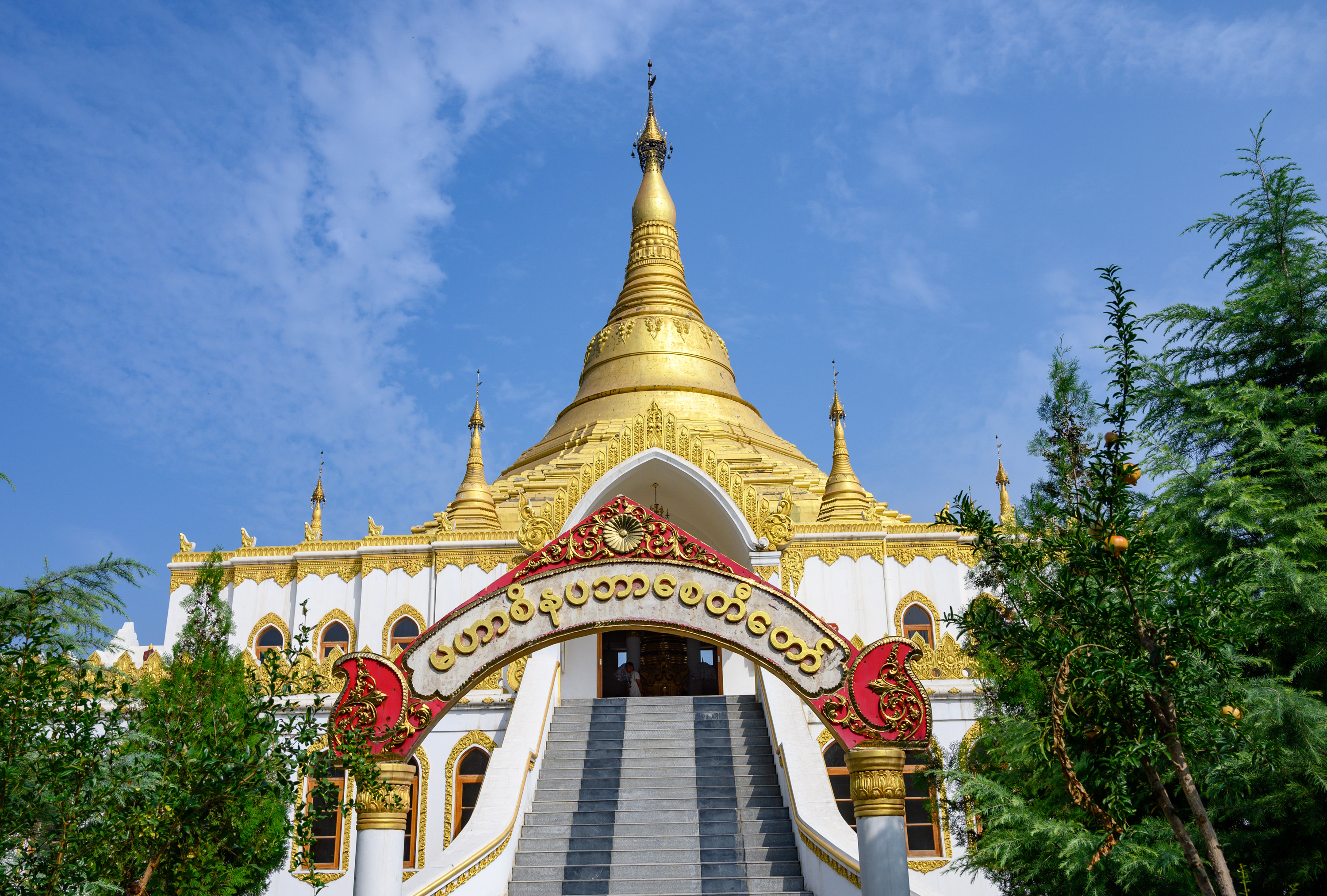

白马寺缅甸风格佛殿是缅甸联邦共和国向洛阳白马寺捐赠建设的佛殿，由缅甸亚洲世界有限公司承包并组织施工，工程所需材料也是来自缅甸。佛殿位于白马寺西北侧。始建于2012年4月10日，2014年6月完工，缅甸时任总统吴登盛参加了落成典礼。佛殿南北长108米，东西宽65米，总建筑面积4000多平方米。佛殿主体建筑由大金塔、大佛殿和博物馆组成。其主体建筑大金塔以缅甸仰光大金塔为蓝本，按照仰光大金塔3:1的比例缩建，高32.92米，塔基底座径51.71米。金塔四面主门及围墙直接移植于缅甸曼德勒皇宫（Mandalay Palace）。

## 历史
2010年缅甸驻华公使銜參贊郭蒂梭访问河南期间了解到可以在白马寺建造缅甸风格佛殿来供奉缅甸佛像，从而促进中国和缅甸佛教文化的发展交流，11月初他将此事转达给缅甸时任驻华大使吴丁乌，大使随即致信洛阳询问相关事宜。12月洛阳时任市长郭洪昌向吴丁乌回信介绍了白马寺印度风格佛殿的经验。
2011年年初，缅甸时任总统吴登盛访华期间表示支持在白马寺建造缅甸风格佛殿一事，并指定了缅甸国内公司负责设计，2011年12月27日缅甸时任宗教部部长杜拉吴敏貌考察白马寺后最终确定了缅甸风格佛殿建设事宜，并得到中国国家宗教局的批准。2012年4月10日，缅甸风格佛塔工程正式奠基，缅甸宗教界人士参加了奠基典礼。2014年6月30日，吴登盛率领72人参访团抵达白马寺，出席缅甸风格佛殿落成典礼暨安奉开光法会。